# 拯救綠色星球！
《拯救綠色星球！》（韓語：지구를 지켜라!），又名救救地球，2003年上映，張駿桓導演的一部韓國邪典電影。
在以愛情片、喜劇片、大型製作動作片或豪華卡司片為主的世界電影市場，《拯救綠色星球!》的出現彷彿異類。首次執導的新導演張駿桓在影片中創意無限，故事、運鏡、場面調度和剪接等多方面都顯露出其才華。雖然偏離主流題材，以外星人為構想，但包含科幻、動作、愛情、偵探、懸疑等多種元素，每個環節都經過精準計算，劇本具有高娛樂性。
與宣傳海報瘋狂搞笑的色彩相反的是影片的基調和結局卻十分灰暗和絕望，電影直指人性的險惡和人類的惡劣，這發人深省的指控，也是最令人反思的部分，是部極富創意充滿驚喜的影片。

## 劇情介绍
外貌看似與一般人無異的稟久，興趣是調查外星人、UFO等情資。他查出以前公司的老板康曼植極有可能是來自仙女座的外星人，而且身上還有著仙女座星人的皇家基因，可以和即將來到地球的仙女座王子溝通連繫。稟久綁架了康曼植，並將他幽禁在住處，試圖用嚴刑拷問逼康曼植承認外星人身份......

## 演員陣容
- 申河均 飾 稟久
- 白潤植 飾 康曼植
- 黃汀旼 飾 純伊
- 李在勇 飾 秋刑警
- 李周炫 飾 金刑警
- 奇周峯 飾 李班長
- 金東賢 飾 泰植
- 金廣植 飾 徐刑警
- 元雄才 飾 張刑警

### 特別出演
- 金雷夏
- 孫鎮煥
- 朴星珉

## 原聲帶
- Tracks:

1. 프롤로그
2. 고향이 안드로 메다?
3. OVER THE RAINBOW - Trans Fixion
4. OVER THE RAINBOW - Linda Eder
5. 병구의 상상
6. 난 네가 누군지 안다
7. 순이
8. 고문
9. 심장재생
10. 벌떼 습격살인 사건
11. 김형사
12. 병구의 일기
13. 달려라
14. 오빠!
15. 환상
16. 지구의 역사
17. 지구를 지켜라
18. 병구의 죽음
19. 지구 최후의 날
20. THE END
21. 에필로그
22. 에필로그(GUITAR VERSION) (BONUS TRACK)

## 外部連結
- NAVER電影 （页面存档备份，存于）